# Chronicon Barcinonenses III
El Chronicons Barcinonenses III és un cronicó de la sèrie de Cronicons Barcinonenses, escrits en la seva majoria en llatí, i que començaren a ser redactats entre el 1149 i el 1153 a l'empara de les gestes militars de Ramon Berenguer IV de Barcelona, Príncep d'Aragó i 
Comte de Barcelona. Aquest és molt extens i comprèn des del 801 al 1323. Sembla estar format per la unió de dos cronicons anteriors.